# Salvatore Ammendola
Salvatore Ammendola est un ancien pilote italien spécialiste de courses automobiles en montagne, qui courut principalement sur Lancia Aurelia de 1951 à 1953.

## Biographie

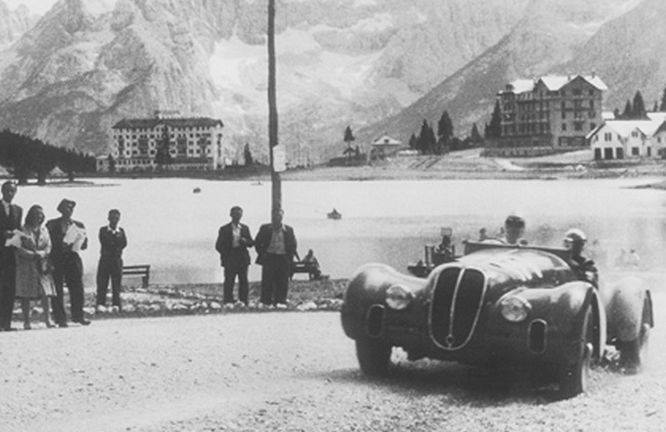
Ammendola, Alfa Romeo 6C 2500SS Winner I Coupe d'Or des Dolomites, 1947

Dès 1947, il sort vainqueur de la première reprise après la guerre de la côte de Bolzano-Mendola, et la même année de la première édition de la Coupe d'Or des Dolomites, avec une Alfa Romeo 6C (épreuve à laquelle il participe à sept reprises jusqu'en 1954, en obtenant encore trois quatrièmes places, en 1951, 1952 et 1954, ainsi que la Coupe d'Or triennale 1950-52 comme pilote aux meilleurs résultats combinés sur les trois années). En 1948, il est cinquième lors de la Targa Florio (et 8e des Mille Miglia, en 1952).
Il a remporté la Stella Alpina (un rallye automobile) à trois reprises, en 1950 (sur Alfa Romeo 6C 2500, empochant au passage l'étape de la Course de côte Trento - Bondone), 1951 (sur Ferrari 195 Inter Coupe), et 1953 (sur Lancia Aurelia B20 GT 2500). En 1951 il gagne de nouveau la côte de Trento - Bondone (ex-æquo avec Fausto Rodenghi), comme épreuve à part entière cette-fois.